# ジョーディー (バンド)
ジョーディー（Geordie）は、ニューカッスル・アポン・タイン出身のイギリスのロック・バンドで、1970年代の活動によって最もよく知られている。
「Don't Do That」「君にすべてを (All Because Of You)」「Can You Do It」「Electric Lady」「Goodbye Love」などの著名な曲をもつ。

## 略歴

### 編成（1971年 - 1980年）
オリジナル・ジョーディーのラインナップ（1972年2月以降）は、ヴィック・マルコム（リード・ギター）、トム・ヒル（ベース）、ブライアン・ギブソン（ドラム）、ブライアン・ジョンソン（リード・ボーカル）。彼らの最初のシングル「Don't Do That」は、1972年12月に全英シングルチャートのトップ40にランクインした。1973年3月、ジョーディーはデビュー・アルバム『ロック魂』をEMIレーベルからリリース。スレイドやスウィートのようなイギリスのグラムロック・バンド（ジョーディーは前者をイギリス・ツアーでサポートし、後者を1973年3月にロンドンのレインボー・クラブでのコンサートにおいてサポートした）と競うようにして、彼らは「君にすべてを」（1973年4月）で全英トップ10の地位を獲得し、「Can You Do It」（1973年7月）は全英トップ20ヒットを記録した。また、BBCテレビジョンにも何度も出演し、『トップ・オブ・ザ・ポップス』には15回出演。そのうちのひとつは、1972年11月の回だった。
1970年代初頭、ジョーディーは定期的にオーストラリアをツアーし、ニューサウスウェールズ州ニューカッスルで確固たる支持を得た。これは、「ニューカッスル」つながり（出身地と同名）と、「Geordie's Lost his Liggie」という曲がニューカッスルで人気を博し、頻繁にラジオで流されたためである。彼らはラムトンにある「アールデコ様式」のサボイ劇場で演奏する定期的なツアー・バンドのひとつとなった。トラディショナル・ソング「朝日のあたる家」のカバーを含むセカンド・アルバム『ジョーディー2 (Don't Be Fooled by the Name)』（1974年）は、ヒットには至らなかった。
1976年のアルバム『セイヴ・ザ・ワールド』の後、フロントマンのジョンソンはソロ・プロジェクトに向けて脱退した。1978年のバンドのアルバム『No Good Woman』は、ジョンソンとの3曲の未発表曲と、後のダイアー・ストレイツのキーボーディストであるアラン・クラーク、ボーカリストのデイヴ・ディッチバーン、ベーシストのフランク・ギボン、ドラマーのジョージ・デフティとともに、マルコムが録音した新曲で構成されていた。一方、ジョンソンは、ジョーディーIIとも呼ばれる新しいラインナップでジョーディーとして演奏を開始しており、その中で彼は唯一のオリジナル・メンバーであった。バンドは1980年にレコーディング契約を結んだが、ジョンソンがAC/DCのボン・スコットに代わってその春ついに契約を結ぶこととなった。

### 解散後・ジョーディーIIの再結成ツアー（1980年 - 2018年）
AC/DCのリード・シンガー、ボン・スコットが1980年2月に亡くなった後、AC/DCはブライアン・ジョンソン（そのボーカルの才能は以前スコットから賞賛されていた）をリード・ボーカルの任に選んだ。ジョンソンは、バンドと音楽プロデューサーのロバート・ジョン・"マット"・ランジとともにバハマのコンパス・ポイント・スタジオを訪れ、1979年のアルバム『地獄のハイウェイ』の続編を書いてレコーディングした。これが1980年5月のAC/DCによるアルバム『バック・イン・ブラック』のリリースへとつながった。『バック・イン・ブラック』は最終的に史上2番目に売れたアルバムとなった。
1982年、ジョンソンを除くオリジナル・メンバーは、新しいシンガーのロブ・ターンブルとアディショナル・ギタリストのデヴィッド・スティーヴンソンを加えたクインテットとして再結成した。彼らは1983年に『No Sweat』というタイトルのアルバムのレコーディングを続けた。このアルバムはヘヴィメタルの独立系レコード・レーベルであるニート・レコードからリリースされた。批評家からは絶賛されたが、大きな成功は得られなかった。1985年から1986年にかけてマルコム、ギブソン、スティーヴンソンが脱退し、その後の新しいラインナップが名前をパワーハウス（Powerhouse）に変更し、1986年に同名のアルバムをリリースした後、再び解散の日を迎えた。
2001年末、AC/DCの活動休止期間中に、ジョンソンはジョーディーの1977年から1980年のラインナップとともに、短期間のイギリス・ツアーで一度限りの再結成を果たし、主にハードロックのカバー・バージョンを披露した。彼らはジョーディーIIとして知られていた。
ロブ・ターンブル（ドクター・ロブ）は、2013年現在、Gadjiというバンドのメンバーを務めている。2014年、ヴィック・マルコムはリック・モートと新しいバンド、ダイナマイトを結成し、2014年にインディーズ・レーベル、タビサ・レコードでアルバム『Rock 'Til You Drop』をレコーディングした。

### リバイバル（2018年 - 現在）
オリジナルの創設メンバーの2人、ベーシストのトム・ヒルとドラマーのブライアン・ギブソンは、ボーカルにマーク・ライト、ギターにアニマルズIIのスティーヴ・ドーソンを含む新しいラインナップでジョーディーを再始動させた。2022年1月、ポール・コゾフがフリーの後に結成したバンド、バック・ストリート・クローラーに在籍したテリー・スレッサーがボーカルの役割を引き継いだ。オリジナル・ギタリストのヴィック・マルコムは、ソング・ライティングの立場でのみバンドに今も関わっている。グループはバンド再結成を発表し、YouTubeチャンネルを開設した。その後、テリーをフィーチャーした新しいマテリアルがリリースされ、それはほとんどのストリーミング・プラットフォームから利用することができる。バンドの公式ウェブサイトは、2023年初めに日の目を見た。

## メンバー
1972年–1977年:
- ブライアン・ジョンソン (Brian Johnson) - ボーカル
- ヴィック・マルコム (Vic Malcolm) - ギター、ボーカル (1972年-1975年、1976年–1977年)
- トム・ヒル (Tom Hill) - ベース
- ブライアン・ギブソン (Brian Gibson) - ドラム
- ミッキー・ベニソン (Micky Bennison) - ギター (1975年-1976年)

1978年:
- デイヴ・ディッチバーン (Dave Ditchburn) - ボーカル
- ヴィック・マルコム (Vic Malcolm) - ギター
- アラン・クラーク (Alan Clark) - キーボード
- フランク・ギボン (Frank Gibbon) - ベース
- ジョージ・デフティ (George Defty) - ドラム

ジョーディーII – 1977年–1980年、2001年:
- ブライアン・ジョンソン (Brian Johnson) - ボーカル
- デレク・ルーサム (Derek Rootham) - ギター
- デイヴ・ロブソン (Dave Robson) - ベース
- デイヴィ・ウィテカー (Davy Whittaker) - ドラム

1982年–1985年:
- ロブ・ターンブル (Rob Turnbull) - ボーカル
- ヴィック・マルコム (Vic Malcolm) - ギター
- デヴィッド・スティーヴンソン (David Stephenson) - ギター
- トム・ヒル (Tom Hill) - ベース
- ブライアン・ギブソン (Brian Gibson) - ドラム

1986年:
- ロブ・ターンブル (Rob Turnbull) - ボーカル
- マーティン・メトカーフ (Martin Metcalf) - ギター
- トム・ヒル (Tom Hill) - ベース
- ブライアン・ギブソン (Brian Gibson) - ドラム

2018年–2022年:
- マーク・ライト (Mark Wright) - ボーカル
- スティーヴ・ドーソン (Steve Dawson) - ギター
- トム・ヒル (Tom Hill) - ベース
- ブライアン・ギブソン (Brian Gibson) - ドラム

2022年–現在:
- テリー・レッサー (Terry Slesser) - ボーカル
- スティーヴ・ドーソン (Steve Dawson) - ギター
- トム・ヒル (Tom Hill) - ベース
- ブライアン・ギブソン (Brian Gibson) - ドラム

## ディスコグラフィ

### スタジオ・アルバム
- 『ロック魂』 - Hope You Like It (1973年、Red Bus) ※旧邦題『ホープ・ユー・ライク・イット』
- 『ジョーディー2』 - Don't Be Fooled by the Name (1974年、Red Bus)
- 『セイヴ・ザ・ワールド』 - Save the World (1976年、Red Bus)
- No Good Woman (1978年、Red Bus/Landmark)
- No Sweat (1983年、Neat)

### パワーハウス名義
- Powerhouse (1986年、Ambush/EMI)

### コンピレーション・アルバム
- 『朝日のあたる家』 - Geordie – Masters of Rock (1975年、EMI)
- Geordie featuring Brian Johnson (1980年、Red Bus)
- Strange Man (1982年、Red Bus)
- Keep on Rocking (1989年、Anchor/DCC) ※リミックス&リマスター
- Rocking with the Boys (1992年、Raven) ※オーストラリア盤
- A Band from Geordieland (1996年、Repertoire)
- The Very Best of Geordie (1997年、CMC/Play)
- The Best of Geordie (1998年、Platinum)
- Can You Do It? (1999年、Delta)
- 『ザ・シングルス・コレクション』 - The Singles Collection (2001年、7T's)
- No Sweat (2002年、Castle) ※BBCでの4回のライブ・セッションを収録
- Can You Do It (2003年、Pickwick) ※オランダ盤
- Unreleased Tapes (2005年、OVC Media) ※ロシア盤。トム・ヒル名義
- The Very Best of Geordie – The original versions (2009年、Spectre/Universal)
- Keep on Rockin' – The Very Best Of (2009年、Spectre/Universal)
- Greatest Hits (2012年、Zebra Studio)
- 『ジ・アルバムズ: デラックスCDボックス・セット』 - The Albums (2016年) ※5枚のアルバムからの66曲を収録した5CD

### シングル
| 年                                                                                            | タイトル                                              | チャート最高位 | チャート最高位 | チャート最高位 | チャート最高位 | チャート最高位 | チャート最高位 | チャート最高位 |
| 年                                                                                            | タイトル                                              | 全英           | 全豪           | ベルギー       | デンマーク     | 独             | アイルランド   | 蘭             |
| --------------------------------------------------------------------------------------------- | ----------------------------------------------------- | -------------- | -------------- | -------------- | -------------- | -------------- | -------------- | -------------- |
| 1972                                                                                          | "Don't Do That"                                       | 32             | —              | —              | —              | —              | —              | —              |
| 1973                                                                                          | 君にすべてを - "All Because of You"                   | 6              | —              | 6              | 30             | 11             | 19             |                |
| 1973                                                                                          | "Can You Do It"                                       | 13             | 69             | 30             | 14             | 22             | —              | 25             |
| 1973                                                                                          | "Electric Lady"                                       | 32             | —              | —              | —              | 32             | —              | —              |
| 1973                                                                                          | ブラック・キャット・ウーマン - "Black Cat Woman"      | —              | —              | —              | —              | 36             | —              | —              |
| 1974                                                                                          | "Got to Know" (オーストラリア限定)                    | —              | —              | —              | —              | —              | —              | —              |
| 1974                                                                                          | 朝日のあたる家 - "House of the Rising Sun" (日本限定) | —              | —              | —              | —              | —              | —              | —              |
| 1974                                                                                          | "Goin' Down" (フランス限定)                           | —              | —              | —              | —              | —              | —              | —              |
| 1974                                                                                          | シーズ・ア・ティーザー - "She's a Teaser"             | —              | —              | —              | —              | —              | —              | —              |
| 1974                                                                                          | のれ!のれ!ベイビー - "Ride on Baby"                   | —              | —              | —              | —              | —              | —              | —              |
| 1975                                                                                          | "Goodbye Love"                                        | —              | —              | —              | —              | —              | —              | —              |
| 1976                                                                                          | ロッキン・ホース - "Rocking Horse" (日本限定)         | —              | —              | —              | —              | —              | —              | —              |
| 1980                                                                                          | "Treat Her Like a Lady"                               | —              | —              | —              | —              | —              | —              | —              |
| 1981                                                                                          | "Don't Do That"                                       | —              | —              | —              | —              | —              | —              | —              |
| 1981                                                                                          | "Rockin' with the Boys" (カナダ限定)                  | —              | —              | —              | —              | —              | —              | —              |
| 1982                                                                                          | "Nutbush City Limits"                                 | —              | —              | —              | —              | —              | —              | —              |
| 2022                                                                                          | "Red, White and Blue"                                 | —              | —              | —              | —              | —              | —              | —              |
| 2023                                                                                          | "She's My Sugar"                                      | —              | —              | —              | —              | —              | —              | —              |
| 2023                                                                                          | "See You Now"                                         | —              | —              | —              | —              | —              | —              | —              |
| 「—」は、チャートに掲載されなかったリリース、またはその地域でリリースされなかったことを示す。 |                                                       |                |                |                |                |                |                |                |